# 本郷駅 (長野県)
本郷駅（ほんごうえき）は、長野県長野市三輪三丁目にある長野電鉄長野線の駅である。駅番号はN5。

## 歴史
- 1926年（大正15年）
  - 6月28日：長野電気鉄道の駅として開業[1]。
  - 9月30日：長野電鉄の駅となる。
- 1968年（昭和43年）10月：橋上駅舎化工事開始。
- 1969年（昭和44年）3月29日：駅舎全面改築工事完了に伴い、構内踏切を廃止。本郷ステーションデパートを開業[1]。（駅舎総面積は2320m2となり、旧駅舎（73m2）の31倍となった）
- 1972年（昭和47年）3月：国鉄のダイヤ改正に伴ったダイヤ改正で、隣の善光寺下駅の特急停車が廃止され、代わりに当駅停車に切り替えられる。
- 2019年（令和元年）9月17日：バリアフリー対応改修工事（第一期下り線ホーム直結スロープ新設）開始。
- 2020年（令和2年）
  - 2月29日：上り線スロープを新設するバリアフリー工事（2期）終了[3]。
  - 12月15日：バリアフリー対応改修工事（第一期下り線ホーム直結スロープ新設）完成に伴い、駅事務所と自動券売機（タッチパネル式1台）が完成した下り線スロープ脇に移行された。
  - 12月16日：バリアフリー対応改修工事（第二期上り線ホーム直結スロープ新設）開始。
- 2021年（令和3年）7月1日：この日より終日無人駅となる[2]。

## 駅構造
相対式ホーム2面2線を有する地上駅で、下りホーム入口に自動券売機と出札窓口が設けられている。ホームには公道から直接入れる構造になっており、ホーム間の移動も近くの踏切を利用することになる。
かつては橋上駅舎を持つ無人駅。ステーションデパートとしてテナントに貸与しており、その名残として旧駅舎に「本郷ステーションデパート」の文字がある。完成した1969年当時はスーパーマーケットなど12店舗が入店していた。しかし2019年までにテナントはすべて消滅し、その後のバリアフリー工事に伴い、改札外から駅舎に上る階段も撤去されて、テナントビルとしては完全に役目を終えている。ただし、ホーム上の階段は上部に扉を設けて残置しているため、業務用スペースとしては機能している。
上りホームに電光式旅客案内装置が設置されているが、列車接近案内及び放送には対応していない。

### のりば
| 番線 | 路線    | 方向 | 行先                       |
| ---- | ------- | ---- | -------------------------- |
| 1    | ■長野線 | 下り | 須坂・信州中野・湯田中方面 |
| 2    | ■長野線 | 上り | 長野方面                   |

## 利用状況
各年度の一日平均乗車人員の推移は下記のとおり。
| 年度   | 一日平均 乗車人員 |
| ------ | ----------------- |
| 2005年 | 1,639             |
| 2006年 | 1,535             |
| 2007年 | 1,558             |
| 2008年 | 1,492             |
| 2009年 | 1,455             |
| 2010年 | 1,434             |
| 2011年 | 1,339             |
| 2012年 | 1,313             |
| 2013年 | 1,264             |
| 2014年 | 1,301             |
| 2015年 | 1,363             |
| 2016年 | 1,385             |
| 2017年 | 1,379             |
| 2018年 | 1,266             |
| 2019年 | 1,217             |

## 駅周辺
駅の周囲は閑静な住宅街であり、商店、コンビニエンスストアが点在する。

### 駅北側

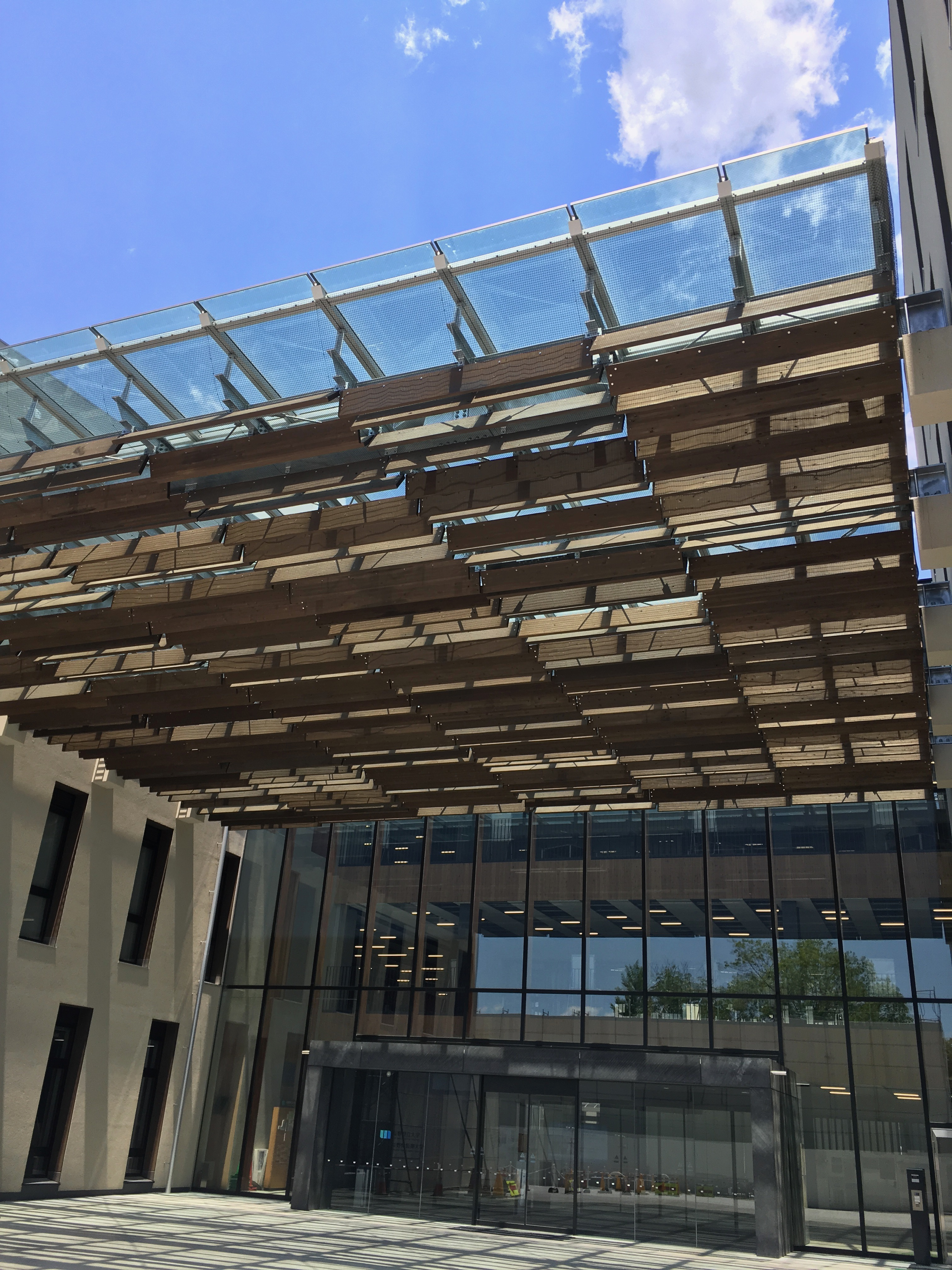
長野県立大学

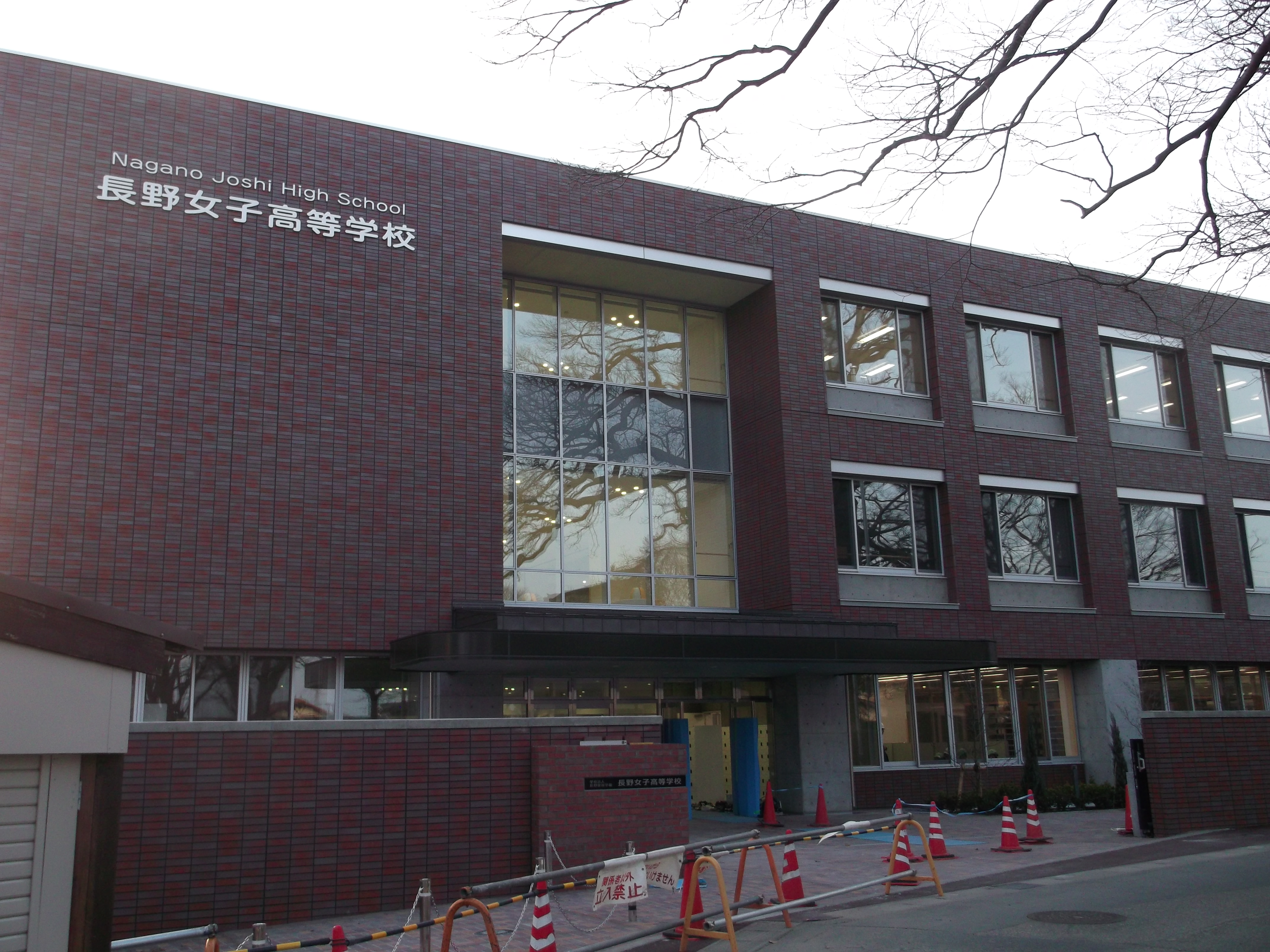
長野女子高等学校

駅の正面に美和神社があり、長電バスの本郷駅停留所がある（後述）。
徒歩5分の範囲に、長野県短大、長野県立大学、長野短大、長野女子高校、長野市立三輪小学校がある。また徒歩15分の範囲だが、須坂駅方面や、冬季におけるバスの時刻の混乱を嫌い長野駅方面から長野高校へ通学する生徒も利用する。
相ノ木通りを経由して徒歩2分で長野相ノ木郵便局がある。
- イオンタウン長野三輪
- ヤマダデンキ Tecc LIFE SELECT 長野SBC通り店

### 駅南側
長野市役所三輪支所、三輪公民館、本郷町公会堂などの公共施設が点在する。
徒歩10分の範囲に長野聾学校があり、通学する生徒が利用する。
- デリシア 三輪店

## バス路線
駅前の市道上に長電バスの本郷駅停留所がある。

### 長電バス
- 55 吉村・牟礼線
  - 長野駅 - 本郷駅 - 宇木 - 吉田 - 若槻農協 - 吉村 - 牟礼

## 隣の駅
長野電鉄
■長野線
■A特急
通過
■B特急
権堂駅 (N3) - 本郷駅 (N5) - 信濃吉田駅 (N7)
■普通
善光寺下駅 (N4) - 本郷駅 (N5) - 桐原駅 (N6)